# Julia Ward Howe
Julia Ward (27 de mayo de 1819-17 de octubre de 1910) fue una abolicionista y activista estadounidense, defensora de los derechos de las mujeres en el contexto sociopolítico propio de la sociedad de su país de mediados del siglo XIX. Su pensamiento evolucionó hacia las filas del sufragismo que inicialmente no consideraba prioritario. El apellido Howe es el que le correspondía desde que contrajo matrimonio con Samuel Gridley Howe el 23 de abril de 1843. Conocida por haber escrito la letra de la canción The Battle Hymn of the Republic y por su Proclama para el día de las madres (1870), Julia Ward es autora de ensayos, libros de viajes y poemas, que le valieron llegar a ser la primera mujer elegida para la Academia Estadounidense de las Artes y las Letras, en 1908. Durante la Guerra Civil, Howe trabajó para la Comisión Sanitaria de los Estados Unidos, que promovía condiciones limpias e higiénicas para los soldados y los hospitales

## Biografía
Fue hija de Samuel Ward y de Julia de Rush Cutler. Julia apenas conoció a su madre, poeta, quien falleció en 1824, después de dar a luz a su séptimo hijo. Tras la muerte de su madre, fue educada por su tío, de ideas liberales, lo que le permitió estudiar y desarrollar su inteligencia. Conoció a escritores como Honoré de Balzac, Henry Wadsworth Longfellow, Charles Dickens, Charles Sumner y Margaret Fuller. Junto a sus hermanas, fue introducida en la sociedad de Nueva York.
Desde que el 23 de abril de 1843, contrajo matrimonio con Samuel Gridley Howe, veinte años mayor que ella, tuvo que adaptarse a la idea de mujer casada que su marido, de carácter fuerte y autocrático, le impuso. Julia sabía que el hombre con el que se casaba y al que debía apoyar, era médico, abolicionista, promotor de reformas de cárceles y del derecho a la educación de sordociegos, conocido por el éxito con una de sus alumnas, Laura Bridgman, primera niña sordociega que aprendió a hablar en inglés. Lo que Julia no sabía es que ella debía convertirse, por obediencia debida a su esposo, en el tipo de mujer casada, sin vida fuera del hogar, que no podía participar en las cuestiones públicas ni administrar sus bienes. En las cartas que envió a sus hermanas, describió los primeros años de matrimonio como un momento difícil para la pareja, expresando la tristeza y luchas de una mujer que busca la independencia y la comprensión. Julia fue madre de cinco hijos y, aunque consideró el divorcio varias veces llegando incluso a separarse en 1852, regresó y siguió casada con Samuel Howe, en parte porque le amaba y admiraba, y en parte porque él la amenazó con alejarla de sus hijos si se divorciaba tal y como establecía la ley de divorcio y la práctica estándar y común en ese momento.
En su aislamiento, estudió Filosofía, aprendió varios idiomas y se dedicó a su propia autoformación, así como la educación y el cuidado de sus hijos. Después de una reconciliación, publicó de forma anónima "Flores de Pasión", una colección de sus poemas.

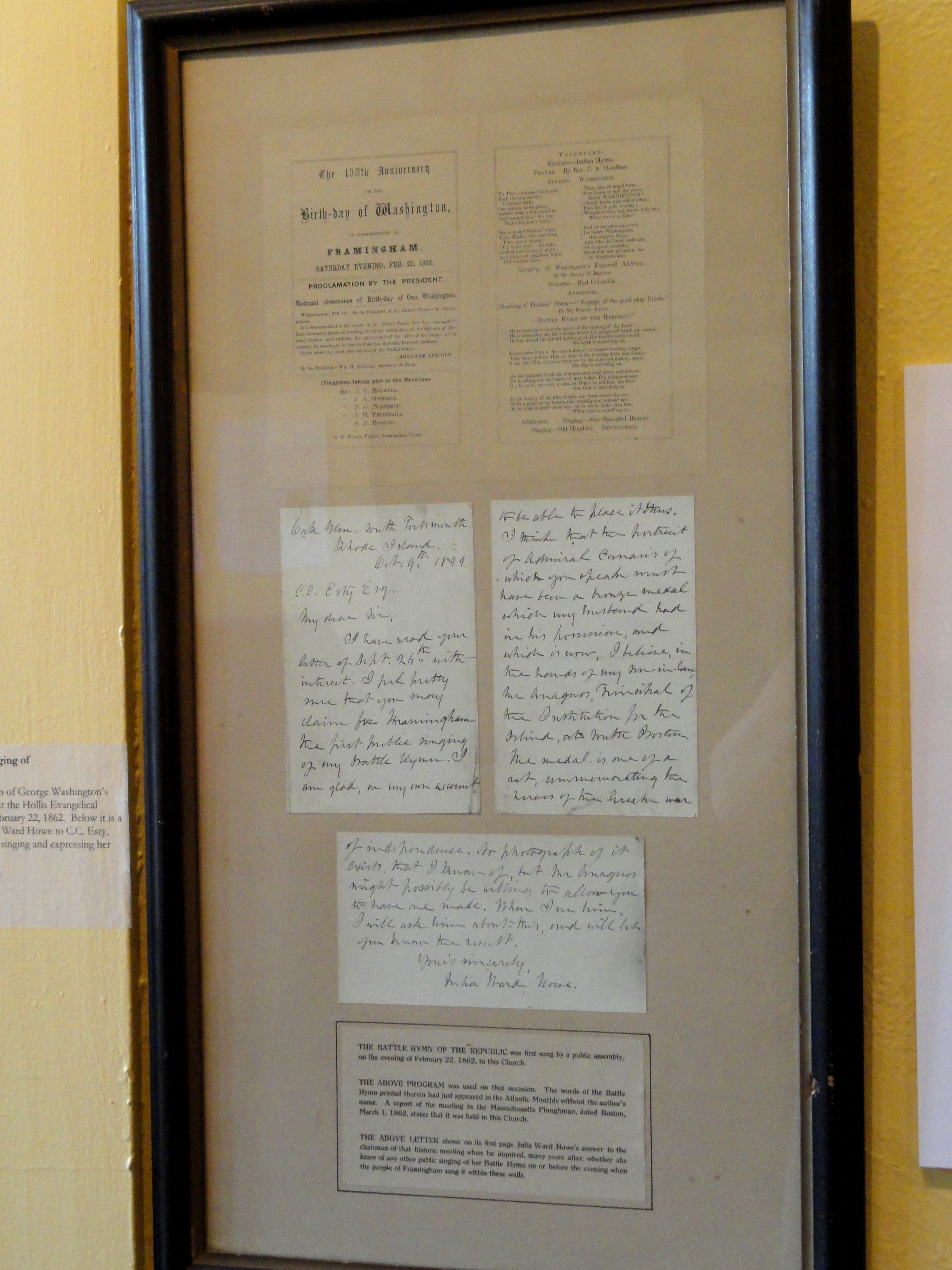
Manuscritos y otros documentos del Hymn of the Republic

 Sin embargo la identidad de la autora se supo. Sam quedó desolado por lo que percibió como un desafío a su autoridad marital, una desobediencia y una traición de su mujer. El matrimonio llegó a un acuerdo y Julia se las arregló para liberarse de las demandas de su marido y asegurar sus propios intereses. Comenzó a involucrarse más en la escritura y en la vida pública. 

En noviembre de 1861 los Howes fueron invitados a Washington por el presidente Abraham Lincoln. Estaban visitando un campamento del ejército de la Unión en Virginia a través del Potomac, cuando escucharon a los hombres cantando la canción "el cuerpo de John Brown está pudriéndose en su tumba", cuya melodía había sido escrita para oficios religiosos. 
  El clérigo James Freeman Clarke, amigo de  Ward y conocedor de sus poemas, la instó a escribir una nueva letra para reemplazar la del "Cuerpo de John Brown". El resultado fue el poema "Himno de la batalla de la República" que, adaptado a la misma melodía, se convirtió en la canción más conocida de la Guerra Civil del Norte.
Por el lado de su activismo, promovió un encuentro anual de mujeres de los Ministros y en la década de 1870 que ayudó a fundar la libre asociación religiosa. Se convirtió también en activista en el movimiento de club de la mujer, que actuaba como Presidente del Club de mujeres de Nueva Inglaterra desde 1871. Ayudó a fundar la Asociación para el adelanto de la mujer (AAW) en 1873.
Cuando enviudó en enero de 1876, escribió en su diario las palabras: “Inicio hoy mi nueva vida”.
En 1883 publicó una biografía de Margaret Fuller y en 1889 contribuyó a la fusión de la AWSA con la organización de sufragio rival, dirigida por Elizabeth Cady Stanton y Susan B. Anthony, formando la Asociación Nacional estadounidense de sufragio de la mujer (NAWSA). Ayudó a fundar clubes de la Federación General de Mujeres. Se involucró en otras causas como el apoyo a libertad ruso y los armenios en las guerras turcas.

### Exposición de Chicago
En 1893, Julia Ward Howe participó en la Exposición de Chicago (Feria Mundial), en la que presidió una sesión y presentó un informe sobre "Moral y reforma Social". Publicó ¿Qué es la religión? En donde afirma que cualquier religión que sacrifica a las mujeres a la brutalidad de los hombres no es una religión.

### Funeral
Julia Ward falleció en 1910. Cuatro mil personas asistieron a su funeral.

## Proclama del día de las madres
Julia Ward, había escrito en su diario cuando enviudó, que iniciaba su nueva vida. Años antes, en 1870, había escrito el poema titulado Proclama del día de las madres:

¡Levántense, mujeres de hoy! ¡Levántense todas las que tienen corazones, sin importar que su bautismo haya sido de agua o lágrimas! Digan con firmeza: 'No permitiremos que los asuntos sean decididos por agencias irrelevantes. Nuestros maridos no regresarán a nosotras en busca de caricias y aplausos, apestando a matanzas. No se llevarán a nuestros hijos para que desaprendan todo lo que hemos podido enseñarles acerca de la caridad, la compasión y la paciencia'. Nosotras, mujeres de un país, tendremos demasiada compasión hacia aquellas de otro país, como para permitir que nuestros hijos sean entrenados para herir a los suyos. Desde el seno de una tierra devastada, una voz se alza con la nuestra y dice '¡Desarma! ¡Desarma!' La espada del asesinato no es la balanza de la justicia. La sangre no limpia el deshonor, ni la violencia es señal de posesión. En nombre de la maternidad y la humanidad, les pido solemnemente que sea designado un congreso general de mujeres, sin importar nacionalidad, y que se lleve a cabo en algún lugar que resulte conveniente, a la brevedad posible, para promover la alianza de diferentes nacionalidades, el arreglo amistoso de cuestiones internacionales.
Julia Ward Howe, Proclama del día de las madres

## El Congreso para la alianza de las diferentes nacionalidades

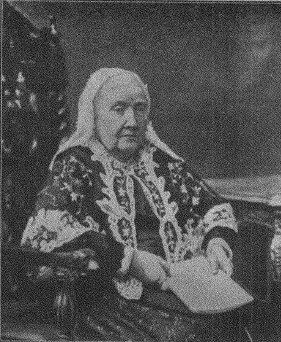
Julia Ward Howe, en 1908

Durante dos años intentó que se llevara a cabo un congreso de esta naturaleza, pero llegó a la conclusión de que las mujeres "estaban más interesadas en la promoción del sufragio femenino que en idear una protesta mundial de mujeres contra las crueldades de la guerra".
La idea de Julia influyó en Anna Jarvis, un ama de casa que organizó a las mujeres durante la Guerra Civil para trabajar en mejorar las condiciones sanitarias para ambas partes y en 1868 comenzó a trabajar para conciliar los vecinos de la Unión y la Confederación. Su hija, también llamada Anna Jarvis, recogió el testigo y cuando su madre murió, promovió la idea del día de las madres. En 1873, mujeres en 18 ciudades estadounidenses realizaron una reunión del Día de las Madres. En Virginia Occidental en 1907 se celebró el primer congreso.

## El día de la madre

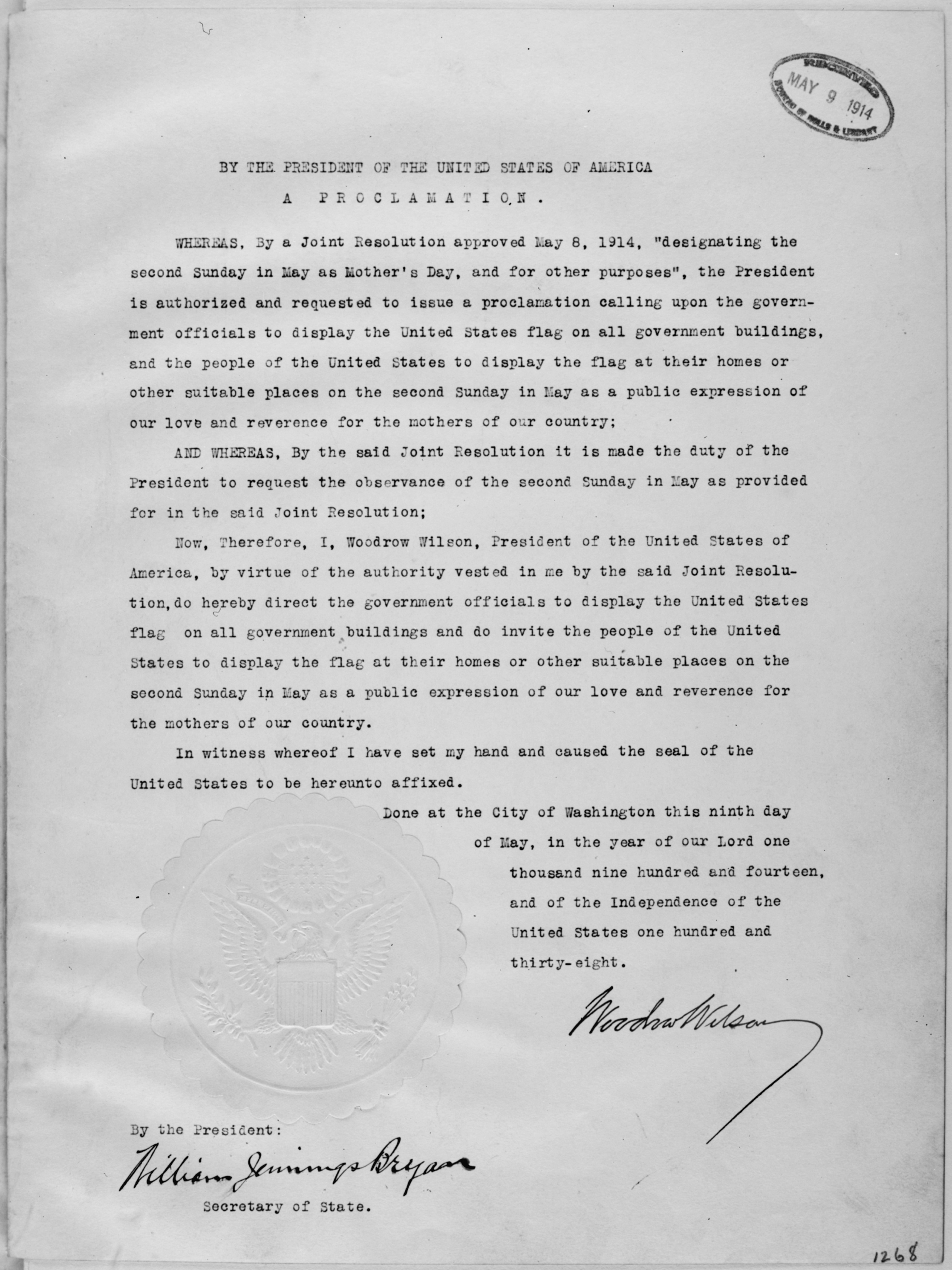
Resolución del 9 de mayo de 1914

En 1914, el Congreso de Estados Unidos aprobó una resolución conjunta,  y el presidente Woodrow Wilson firmó, para establecer que el segundo domingo de mayo de cada año, se celebraría el día de la madre, haciendo hincapié en el papel de la mujer en la familia. Ana Jarvis se opuso a lo que acabó siendo la comercialización del día de la madre.
Actualmente en EE. UU. se proclama en marzo el mes de la historia de la mujer. Pero también, se sigue proclamando el día de la madre, en cumplimiento de la resolución conjunta  8 de mayo de 1914 (38 Stat. 770).
El 8 de mayo de 2009, la Casa Blanca hizo público el discurso del presidente de los Estados Unidos, proclamando el día 10 de mayo como día de la madre. Aunque Barack Obama aludió a Julia Ward, de su discurso se deduce que sigue sin conseguirse lo que Anna Jarvis recogió como testigo de la proclama que hiciera Ward.
En el discurso del Presidente G. Bush de 2005 no se hizo alusión a Julia Ward. Tampoco hizo referencia alguna a Ward el presidente Clinton en 1994.